# Montigny-sur-Avre
Montigny-sur-Avre é uma comuna francesa na região administrativa do Centro, no departamento Eure-et-Loir. Estende-se por uma área de 7,26 km². Em 2010 a comuna tinha 262 habitantes (densidade: 36,1 hab./km²).